# Diocèse de Torit
Le diocèse de Torit est une juridiction de l'Église catholique au Soudan du Sud. Il est suffragant de l'archidiocèse de Djouba.  

## Histoire
Le diocèse est érigé le 2 mai 1983 par la constitution apostolique Toritensis promulguée par le pape Jean-Paul II et rédigée conjointement par le cardinal secrétaire d'État Agostino Casaroli et le cardinal-préfet de la Congrégation pour la propagande Agnelo Rossi.

## Titulaires du siège de Torit
- Paride Taban : 2 juillet 1983 au 7 février 2004
- Akio Johnson Mutek : 9 juin 2007 au 18 mars 2013
- Siège vacant : 18 mars 2013 - 3 janvier 2019
- Stephen Ameyu Martin Mulla : 3 janvier 2019 - 12 décembre 2019, nommé archevêque de Djouba
- Siège vacant : 12 décembre 2019 - 8 novembre 2022
  - Stephen Ameyu Martin Mulla, administrateur apostolique : 22 mars 2020 - 15 janvier 2023
- Emmanuel Bernardino Lowi Napeta : depuis le 8 novembre 2022